# Тихоокеанский удав Биброна
Тихоокеанский удав Биброна, или кандойа Биброна (лат. Candoia bibroni) — редкий вид змей подсемейства удавов. Видовое название дано в честь французского зоолога Габриеля Биброна (1805—1848).

## Внешний вид и строение
Длина до 2-х метров. Голова треугольная, шея длинная и тонкая. Могут иметь красную с белыми узорами, шоколадно-коричневую с жёлтым рисунком, чёрную, дымчато-серую или желтоватую окраску. Цвет кожи способен меняться в зависимости от физиологического состояния змеи.

## Распространение и подвиды
Кандойа Биброна встречается в Микронезии, Полинезии, а также на острове Серам (Индонезия).
Выделяют два подвида кандойи Биброна:
Подвид Candoia bibroni bibroni обитает на островах Фиджи, Тонга, Луайоте и острове Банкс.
Подвид Candoia bibroni australis встречается на Сераме, архипелаге Бисмарка, Новых Гибридах, островах Вудлерк, Санта-Круз, Луайоте, Токелау и Самоа.

## Места обитания и образ жизни
Живёт во влажных тропических лесах. Умеет лазать по деревьям. Ведёт ночной образ жизни.

## Питание
Кормится небольшими птицами, а также мелкими зверьками и ящерицами.

## Кандойа Биброна и человек
Местами численность обоих подвидов уменьшается из-за вырубки тропических лесов.